# Vincenz Knauer
Vincenz Knauer, född den 20 juni 1828 i Wien, död den 20 juli 1894, var en österrikisk teolog och filosof.
Knauer, som var privatdocent vid Wiens universitet, tillhörde Günthers anhängare, men anslöt sig till Hamerling i sitt arbete Hauptprobleme der Philosophie (1892).